# پورشه ۹۱۸ اسپایدر
پورشه ۹۱۸ اسپایدر (به انگلیسی: Porsche 918 Spyder) یک خودروی اسپورت است که توسط شرکت آلمانی پورشه ساخته شده‌است. ۹۱۸ اسپایدر یک پلاگین هیبریدی است که از یک موتور وی۸ تنفس طبیعی ۴٫۶ لیتر (۴٬۵۹۳ سانتی‌متر مکعب) نصب شده در وسط نیرو می‌گیرد، با قدرت ۴۴۷ کیلووات (۶۰۸ اسب بخار متری؛ ۵۹۹ اسب بخار) در ۸٬۷۰۰ دور در دقیقه، با دو موتور الکتریکی که ۲۱۰ کیلووات (۲۸۶ اسب بخار متری؛ ۲۸۲ اسب بخار) علاوه بر خروجی ترکیبی ۶۵۲ کیلووات (۸۷۵ اسب بخار) و ۱٬۲۸۰ نیوتن متر (۹۴۴ پوند نیرو-فوت) گشتاور تولید می‌کنند. بسته باتری یون‌لیتیم ۶٫۸ کیلووات ساعت ۹۱۸ اسپایدر، برد تمام الکتریکی ۱۹ کیلومتر (۱۲ مایل) را تحت آزمایش‌های پنج چرخه آژانس حفاظت محیط زیست ایالات متحده آمریکا می‌دهد.
تولید در ۱۸ سپتامبر ۲۰۱۳ آغاز شد، تحویل در ابتدا در دسامبر ۲۰۱۳ برنامه‌ریزی شده بود و قیمت اولیه آن ۷۸۱٬۰۰۰ یورو (۸۴۵٬۰۰۰ دلار آمریکا یا ۷۱۱٬۰۰۰ پوند) بود. ۹۱۸ اسپایدر در دسامبر ۲۰۱۴ فروخته شد و تولید آن در ژوئن ۲۰۱۵ به پایان رسید.
۹۱۸ اسپایدر اولین بار به عنوان یک کانسپت در هشتادمین نمایشگاه خودروی ژنو در مارس ۲۰۱۰ به نمایش گذاشته شد. در ۲۸ ژوئیه ۲۰۱۰، پس از ۲۰۰ اظهار نظر، کمیته نظارت پورشه توسعه سری ۹۱۸ اسپایدر را تأیید کرد. نسخه تولیدی در نمایشگاه خودرو فرانکفورت سپتامبر ۲۰۱۳ رونمایی شد. پورشه همچنین در نمایشگاه بین‌المللی خودروی آمریکای شمالی در سال ۲۰۱۱ از نسخه‌ای RSR ۹۱۸ رونمایی کرد که ترکیبی از فناوری هیبریدی است که برای اولین بار در ۹۹۷ جی‌تی۳ آر ۳ هیبرید به کار رفته بود، با استایلی از ۹۱۸ اسپایدر. با این حال، ۹۱۸ RSR به تولید نرسید. ۹۱۸ اسپایدر دومین خودروی پلاگین هیبریدی بود که توسط پورشه تولید شد، پس از پانامرا اس ئی-هیبرید ۲۰۱۴.

## نگارخانه

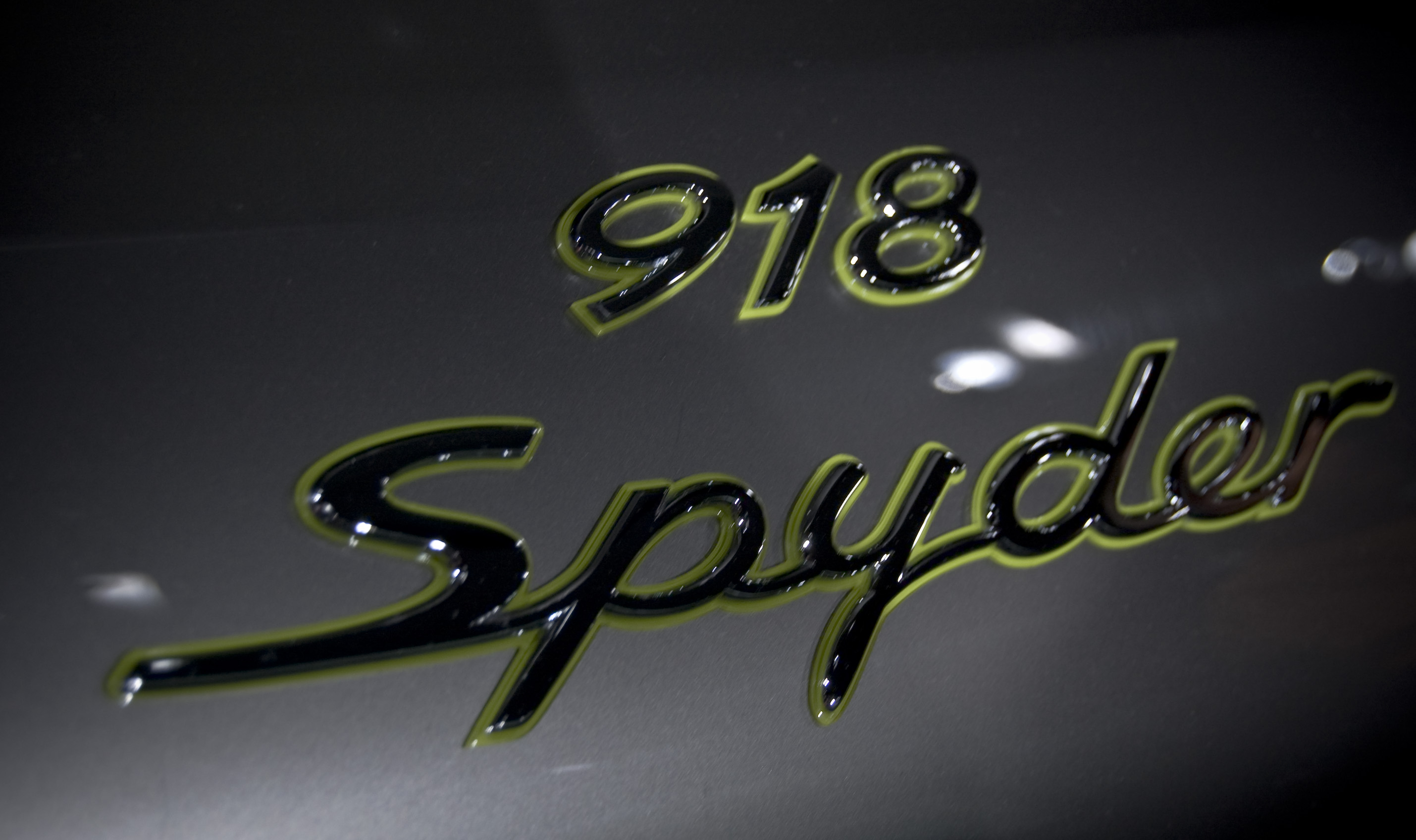
نشان کانسپت ۹۱۸ اسپایدر
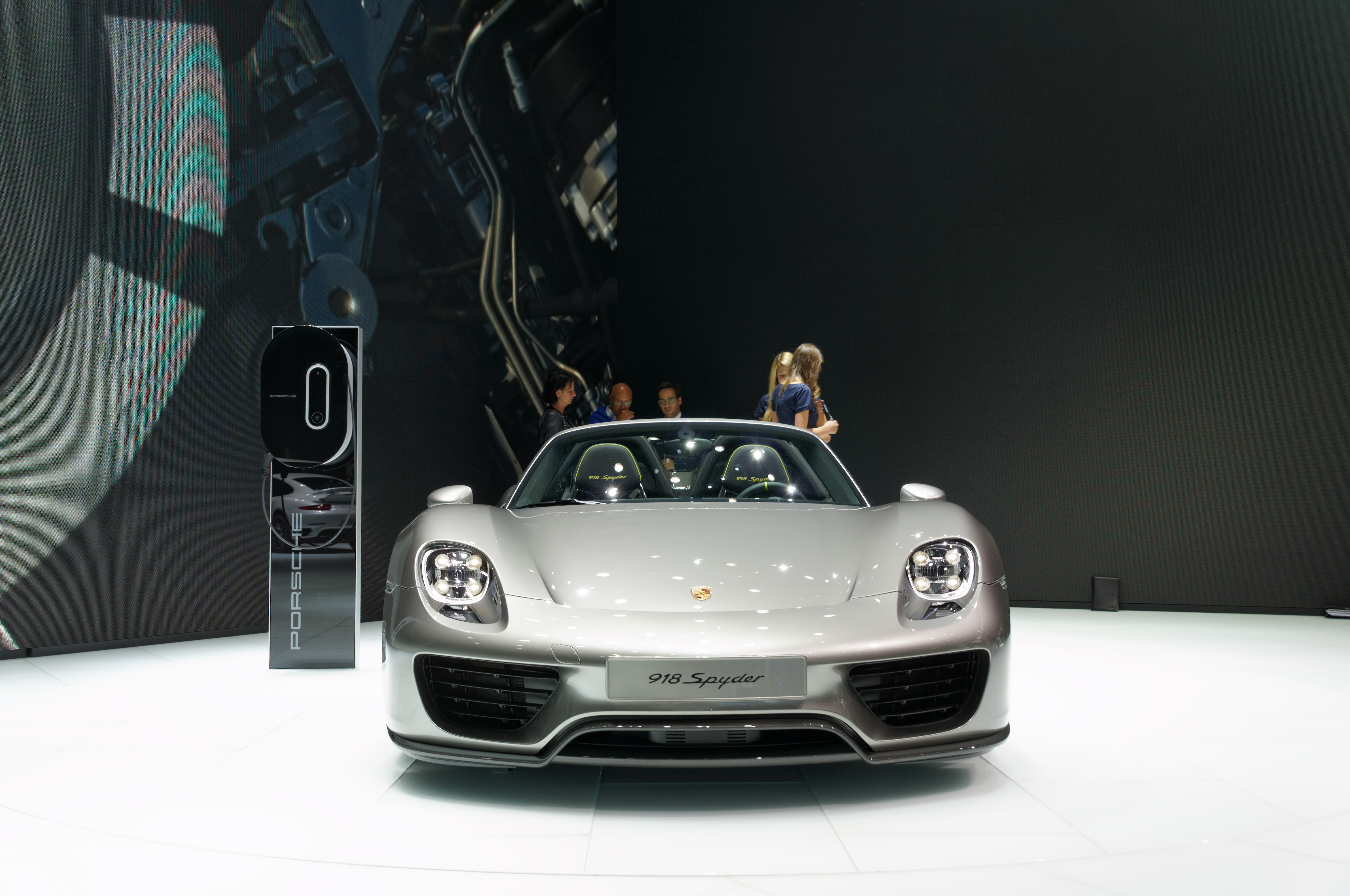
۹۱۸ اسپایدر از نمای جلو
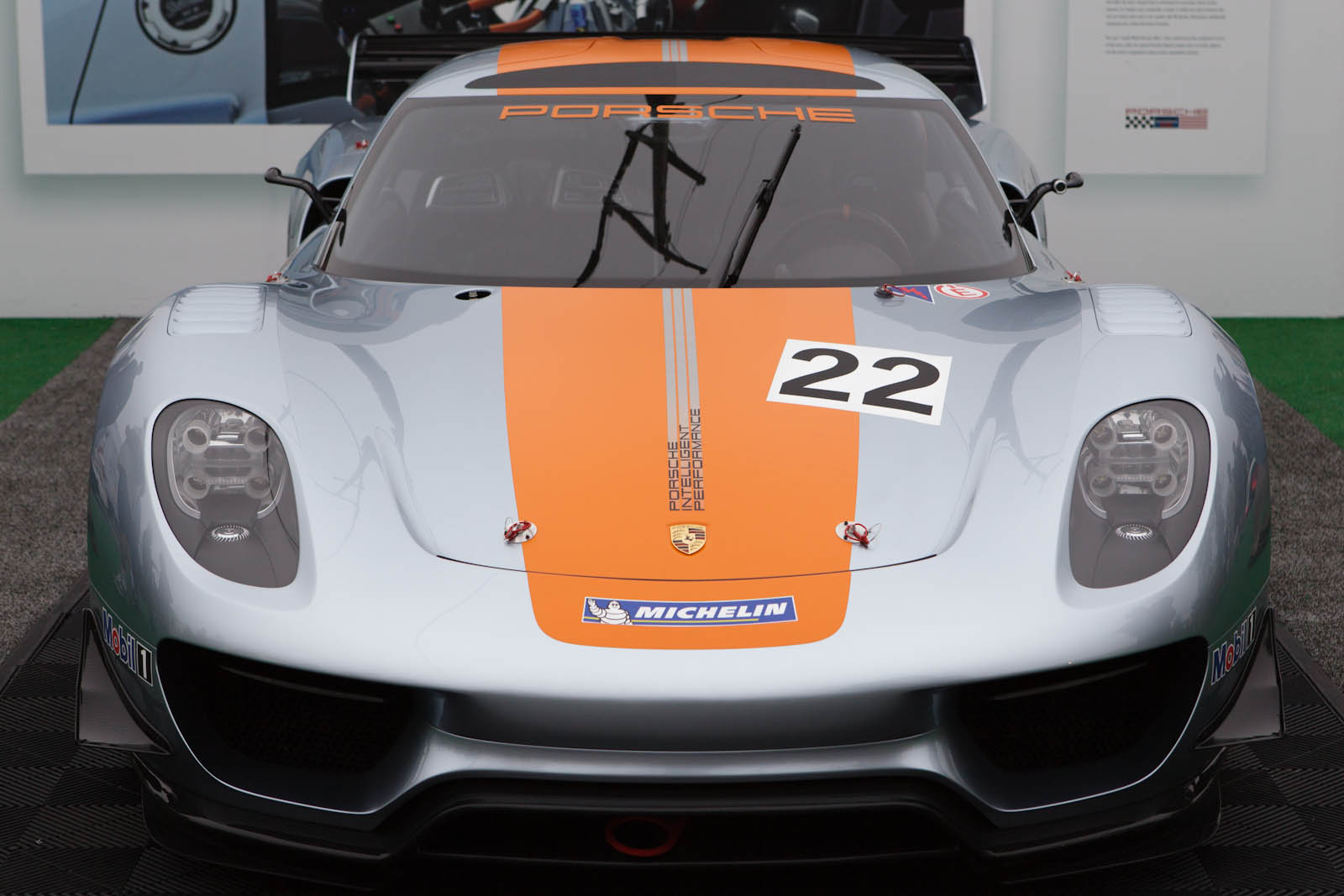
۹۱۸ آر اس آر از نمای جلو
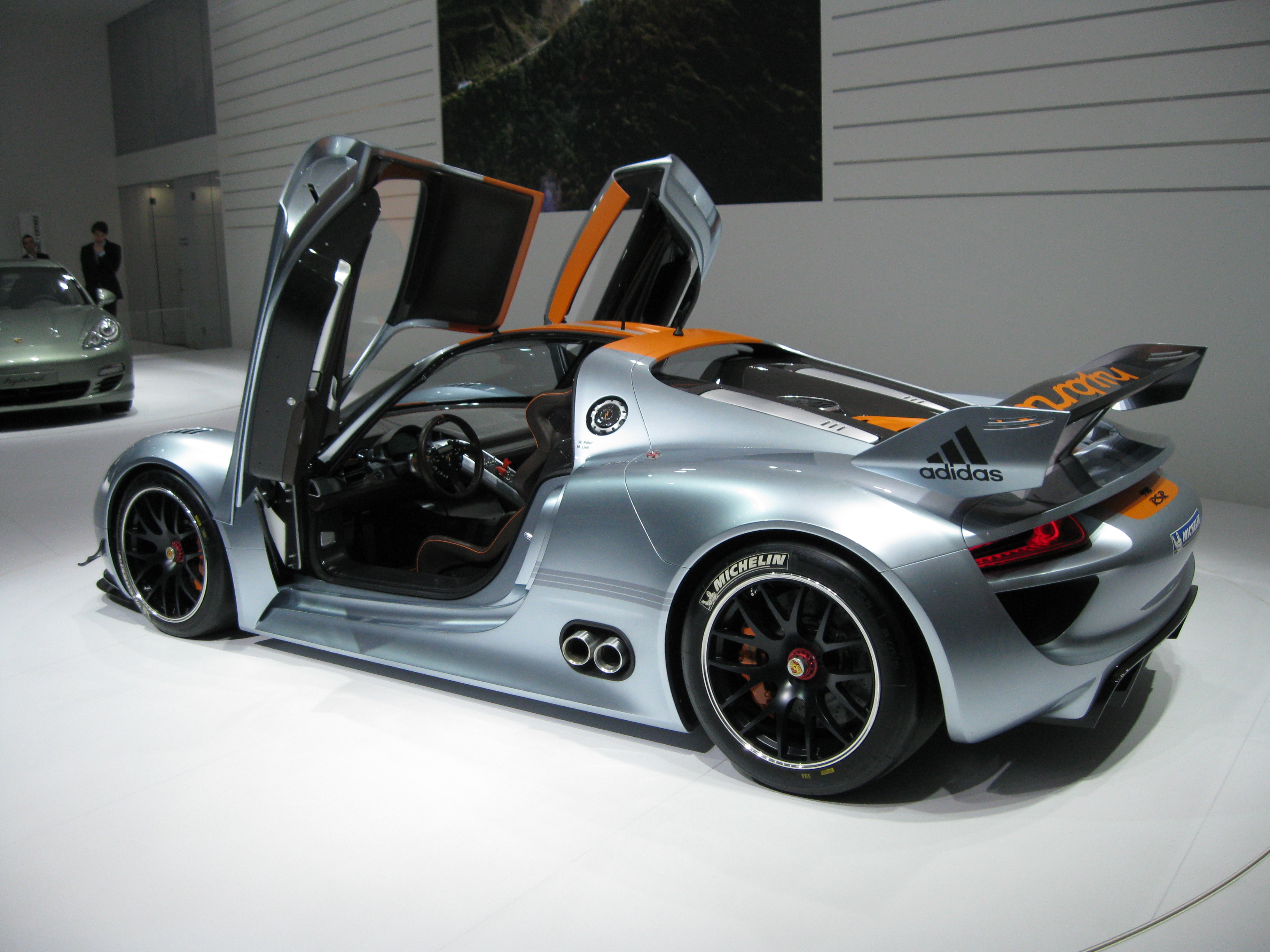
۹۱۸ آر اس آر در نمایشگاه خودرو ژنو در سال ۲۰۱۱
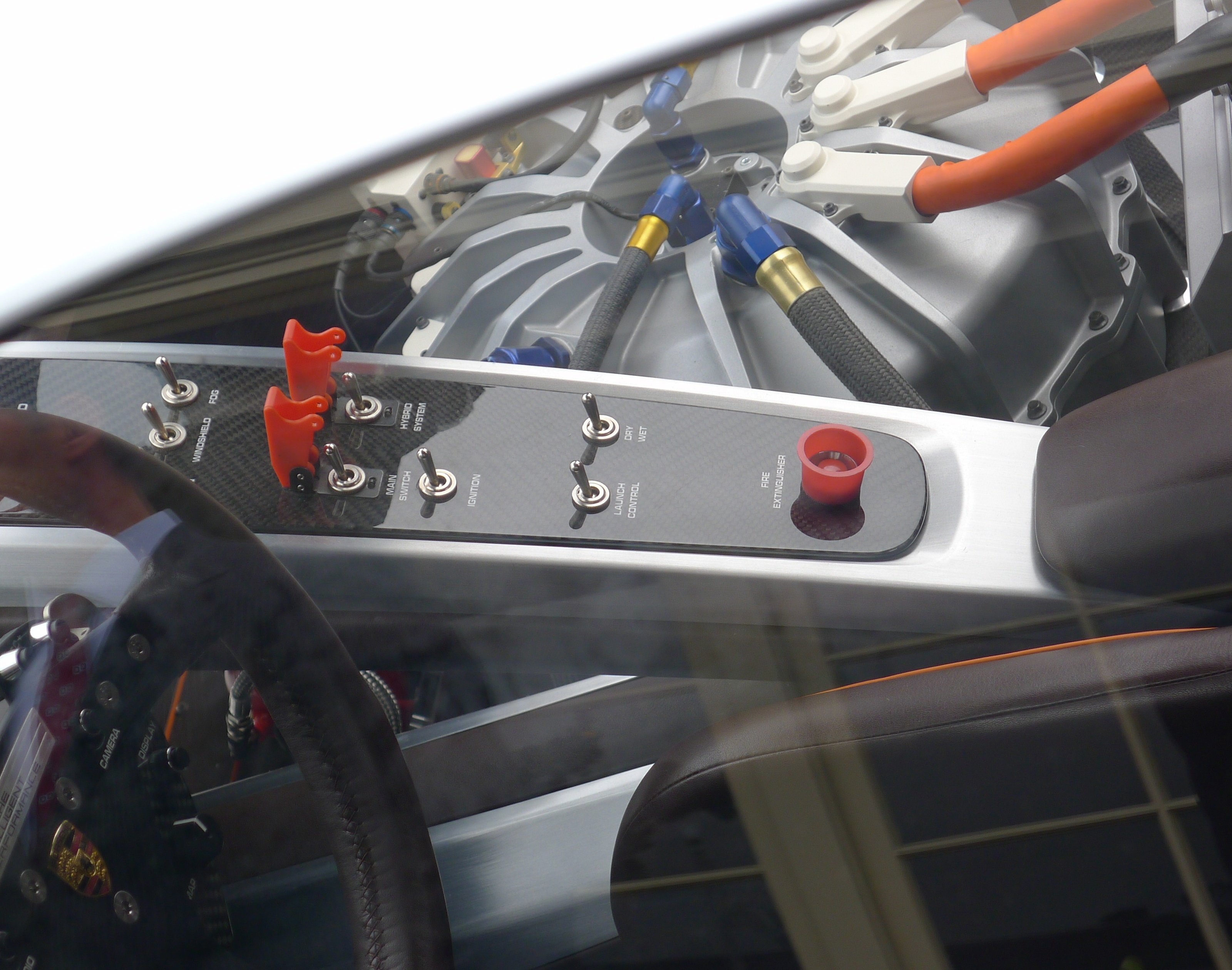
کنسول مرکزی و فلایویل ۹۱۸ آر اس آر